# 8. октобар
8. октобар (8.10.) је 281. дан у години по грегоријанском календару (282. у преступној години). До краја године има још 84 дана.

## Догађаји
- 316 — Римски император Лициније је поражен бици код Цибале од свог савладара Константина.
- 451 — Започео је са заседањем Халкедонски сабор, на коме је осуђена Еутихова доктрина монофизитства и усвојен Халкедонски симбол вере.
- 1789 — Аустријска војска под командом фелдмаршала Ернста Гидеона фон Лаудина је освојила Београд од турака после вишенедељне опсаде.
- 1856 — Велика Британија почела Други опијумски рат против Кине, у ком јој се придружила и Француска. Када су 1857. англо-француске трупе заузеле Кантон, Кина капитулирала и потписала мир у Тјенцину.
- 1871 — У Чикагу избио велик пожар који је, према легенди, почео у једној штали када је крава ритајући се оборила керозинску лампу на гомилу сламе и струготине. У пожару који је трајао три дана погинуло око 300 људи, а око 90.000 остало без својих кућа.
- 1912 — Црна Гора објавила рат Турској и истог дана напала турске положаје код Скадра, чиме је почео Први балкански рат.
- 1953 — Велика Британија и САД повукле своје трупе из Слободне Територије Трста и предале Италији цивилну управу у зони „А“. То је изазвало кризу у југословенско-италијанским односима, која је решена Лондонским споразумом 5. октобра 1955.
- 1954 — Војне снаге Северног Вијетнама ушле у главни град Ханој.
- 1970 — Нобелову награду за књижевност добио руски писац Александар Исајевич Солжењицин.
- 1975 — Жестоки окршаји у Бејруту и северном Либану однели најмање 25 живота и прекинули последње примирје постигнуто између зараћених хришћана и муслимана.
- 1991 — После истека тромесечног брионског мораторијума Словенија и Хрватска потврдиле своју самосталност и независност од Југославије.
- 1992 — Почиње шаховски турнир у Тилбургу, Холандија.
- 1993 — Уједињене нације укинуле санкције Јужној Африци уведене 1960. због политике апартхејда коју су спроводиле тадашње власти.
- 1998 — Савет НАТО усвојио „детаљан оперативан план за ваздушне ударе у фазама“ на Косову. Председнику Југославије Слободану Милошевићу дат рок од 24 часа да испуни захтеве из резолуције УН. Влада Србије донела Уредбу о посебним мерама у условима оружаних претњи НАТО.
- 1999 — Инаугуралном церемонијом у прес-центру КФОР, свечаној сали некадашњег спортског центра „Боро и Рамиз“ у центру Приштине, функцију команданта међународних снага на Косову преузео немачки генерал Клаус Рајнхарт.
- 2001 — Најмање 114 људи погинуло када је авион компаније САС ударио у један мали авион на аеродрому Линате у Милану.
- 2008 — Хашки трибунал правоснажно осудио бившег предсједника РСК Милана Мартића на 35 година затвора због злочина над несрбима у Книнској крајини, западној Босни и Загребу 1991 — 1995. године.
- 2015 — У фудбалском мечу, Србија као гост савладала Албанију резултатом 2:0.
- 2021 — Terorizam: Најмање 100 особа је погинуло или је рањено у снажној експлозији у шиитској џамији на северу Авганистана у граду Кадузу.

## Рођења
- 1747 — Жан Ребел, француски адвокат, дипломата и политичар. (прем. 1807)
- 1807 — Харијет Тејлор Мил, британска филозофкиња, књижевница и борац за женска права. (прем. 1858)
- 1818 — Џон Реган, амерички политичар. (прем. 1905)
- 1836 — Димитрије Нешић, српски математичар. (прем. 1904)
- 1864 — Бранислав Нушић, српски и југословенски комедиограф. (прем. 1938)
- 1872 — Мери Пенингтон, америчка хемичарка. (прем. 1952)
- 1873 — Ејнар Херцшпрунг, дански хемичар и астроном. (прем. 1967)
- 1883 — Ото Варбург, немачки биохемичар и физиолог. (прем. 1971)
- 1884 — Валтер фон Рајхенау, немачки фелдмаршал. (прем. 1942)
- 1889 — Филип Тис, белгијски бициклиста. (прем. 1971)
- 1892 — Марина Цветајева, руска и совјетска песникиња и писац. (прем. 1941)
- 1894 — Ристо Стијовић, вајар, академик (прем. 1974)
- 1895 — Хуан Доминго Перон, аргентински државник. (прем. 1974)
- 1895 — Зог I од Албаније, краљ Албаније. (прем. 1961)
- 1920 — Френк Херберт, амерички писац. (прем. 1986)
- 1920 — Анте Гржетић, југословенски вајар. (прем. 1992)
- 1926 — Луиза Л. Хеј, америчка књижевница и мотивациона говорница. (прем. 2017)
- 1929 — Диди, бразилски фудбалер. (прем. 2001)
- 1931 — Драгослав Срејовић, српски археолог и академик. (прем. 1996)
- 1939 — Елвира Озолина, совјетска атлетичарка.
- 1941 — Џеси Џексон, амерички политичар и активиста за грађанска права.
- 1943 — Чеви Чејс, амерички глумац, комичар, сценариста и продуцент.
- 1946 — Ханан Ашрави, палестинска активисткиња, правница и научница.
- 1948 — Клод Жад, француска глумица. (прем. 2006)
- 1948 — Џони Рамон, амерички музичар, најпознатији као гитариста групе Ramones. (прем. 2004)
- 1949 — Сигорни Вивер, америчка глумица.
- 1954 — Мајкл Дудиков, амерички глумац.
- 1960 — Рид Хејстингс, амерички бизнисмен, оснивач Нетфликса.
- 1967 — Примож Глиха, словеначки фудбалер.
- 1968 — Звонимир Бобан, хрватски фудбалер.
- 1968 — Лирој Торнхил, енглески музичар, ди-џеј и плесач, најпознатији као члан групе The Prodigy.
- 1969 — Џулија Ен, америчка порнографска глумица и плесачица.
- 1970 — Мет Дејмон, амерички глумац, продуцент и сценариста.
- 1972 — Станислав Варга, словачки фудбалер.
- 1974 — Зоран Заев, македонски политичар.
- 1974 — Коџи Мурофуши, јапански атлетичар.
- 1978 — Дарко Станић, српски рукометни голман.
- 1979 — Кристана Локен, америчка глумица и модел.
- 1982 — Милош Павловић, српски аутомобилиста.
- 1985 — Симоне Болели, италијански тенисер.
- 1985 — Бруно Марс, амерички музичар и музички продуцент.
- 1993 — Гарбиње Мугуруза, шпанска тенисерка.
- 1993 — Барбара Палвин, мађарски модел и глумица.
- 1997 — Бела Торн, америчка глумица, плесачица, певачица и модел.

## Смрти
- 705 — Абд ел Малик ибн Марван, омејадски калиф. (рођ. 705)
- 976 — Јелена Славна, хрватска краљица.
- 1354 — Кола ди Риенцо, римски трибун. (рођ. 1313)
- 1469 — Филипо Липи, фирентински сликар. (рођ. 1406)
- 1594 — Ишикава Гоемон, јапански одметник. (рођ. 1558)
- 1754 — Хенри Филдинг, енглески књижевник. (рођ. 1707)
- 1793 — Џон Хенкок, амерички трговац, државник и патриота. (рођ. 1737)
- 1803 — Виторио Алфијери, италијански писац.
- 1869 — Френклин Пирс, амерички политичар и председник САД. (рођ. 1804)
- 1895 — Мин, корејска краљица.
- 1967 — Паулина Лебл-Албала, српска књижевница, преводилац, књижевни критичар, књижевни теоретичар, професор књижевности. (рођ. 1891)[1]
- 1967 — Клемент Ричард Атли, британски државник. (рођ. 1883)
- 1973 — Габријел Марсел, француски филозоф и писац. (рођ. 1889)
- 1982 — Филип Ноел-Бејкер, британски политичар, дипломата, хуманиста и спортиста. (рођ. 1889)
- 1992 — Вили Брант, канцелар Западне Немачке. (рођ. 1913)
- 2007 — Константин Андреу, грчки уметник. (рођ. 1917)
- 2018 — Негован Станковић, српски политичар. (рођ. 1960)

## Празници и дани сећања
- Српска православна црква данас прославља
  - Преподобна Ефросинија
  - Свети Сергеј Радоњешки